# Interstella 5555
Interstella 5555: The 5tory of the 5ecret 5tar 5ystem е пълнометражен анимационен филм на френската техно група Daft Punk. Свързан е с албума Discovery на Daft Punk, който е и негов саундтрак.
Филмът е продуциран освен от Daft Punk и от Toei Animation, под ръководството на Леиджи Мацумото, за който дуото казва, че е бил техният герой в детството им. Във филма няма реплики, озвучен е само от музиката на Daft Punk, като се изключат минималните звукови ефекти от рода на спирачките на кола и тн. Продължителността му е 68 минути.

## Албумът
Discovery е много различен от останалите албуми на дуото Daft Punk. Това се обяснява с изявлението на Тома Бангалтер, че „Този албум има много общо с детството ни и със спомените за състоянието от този етап от живота ни. Той е за нашата лична връзка с това време. Той е по-малко отплащане на ерата на музиката от 1975–1985, а повече съсредоточаване върху времето, когато сме били от 0 до 10-годишни. Когато си дете не съдиш и не анализираш музиката. Просто я харесваш, защото я харесваш. Не те интересува дали е готина или не. Понякога може да ти допада само едно нещо в някоя песен, като например звукът на китарата. Този албум хвърля закачлив, забавен и жив поглед върху музиката. Той е за идеята да погледнеш нещо с отворено съзнание без да задаваш прекалено много въпроси. Той е за истината, простичката искрена връзка която имаш с музиката когато си отворен за чувствата си.“ Всяка песен от този албум има за свой клип малък откъс от филма Interstella 5555: The 5tory of the 5ecret 5tar 5ystem. По същия начин може да се каже, че всяка песен е била анимирана като част от този филм и че филма е визуален вид на музиката от Discovery.

## История
Филмът се оформя докато излизат негови откъси като видеоклипове на песните от Discovery доста преди да излезе на пазара на 1 декември 2003, 2 години след албума. Заедно с филма излиза и друг албум на Daft Punk – Daft Club, който съдържа ремикси на траковете от Discovery. Много от елементите на филма напомнят за повечето истории на Леиджи Мацумото, но това е обяснимо като се вземе предвид че и той, и групата харесват този тип истории.

## Сюжет
Внимание:  Текстът по-долу разкрива сюжета на произведението (или части от него)!
Историята започва в далечна галактика, където четирите синокожи музикални звезди на извънземна планета изпълняват песента „One More Time“ на публика, също със синя кожа. Екип от елитни хуманоиди се появява и задушава всички с газ, включително и групата на сцената. Четиримата музиканти са отвлечени и натоварени на борда на голям космически кораб.
Изпратен е сигнал за бедствие до близкия кораб, пилотиран от Шеп. Когато виждаме Шеп за първи път той си мечтае за Стела (бас китаристката на отвлечената група). Той задрямва и е посетен от видение за Стела. Точно когато се готвят да се целунат, тревогата най-нактая достига до него и го изважда от съня му. След като получава обаждането, Шеп е решен да спаси групата (включително своята любов) и излита да гони похитителите. По време на преследването Шеп и другият кораб минават през космическо нагъване и накрая се приземяват на земята. Похитителите бързо довеждат групата докато неизвестен водач гледа. Шеп и корабът му се разбиват в гъста гора.
В голямо помещение под земята, групата е подложена на изцяло автоматизиран процес. Всеки член на групата е съблечен от своето извънземно облекло и спомените им са променени. Старите спомени са архивирани и се пазят на дискове. Тогава им оцветяват кожита и им боядисват косите, за да приличат на хора. Преобличат ги и им имплантират устройства за контрол над мозъка. Похитителят (Граф дьо Даркууд), облечен официално и представяйки се за техен мениджър, ги води в звукозаписно студио, където сключва договор. Групата (сега кръстена The Crescendolls) участва във фотосесия и представя своя първи сингъл „One More Time“. Научаваме имената на героите: Стела (бас китара), Арпегиус (китара), Барил (ударни), и Октав (пиано и вокал). The Crescendolls се превръщат в световен феномен за нула време.
Групата по-късно се появява на концерт в препълнена арена. Граф дьо Даркууд се появява на сцената и режисира оркестърът. Шеп се появява и стреля с приспособление към Арпегиус, Барил и Октав, освобождавайки ги от ефектите на устройството за промиване на мозъка. Целейки се към Стела, той се колебае преди да натисне спусъка; това позволява на Даркууд да му попречи с ръка и да извади пистолета си. Оставяйки Стела, Шеп и останалите открадват фургон и опитват да избягат. През това време двама бодигардове настигат фургона и раняват смъртоносно Шеп. Още под контрола на графа, Стела е заведена до церемонията по връчване на наградите „Златно Парче“, за които The Crescendolls са номинирани. Когато Златното Парче е дадено на The Crescendolls, Барил включва анти-промиващата мозъка машинка към Стела и ѝ показва с жестове да го последва. Двамата влизат в чакащо ги такси и избягват.
Събраната отново група се събира около умиращия Шеп. Въпреки че животът му го напуска, той успява да вдигне ранената си ръка към Стела. Тя я поема и преживява нещо средно между сън и мечта, подобно на това, което Шеп изпита по-рано. Тогава Шеп разкрива действителната самоличност на the Crecendolls. Групата изразява благодарността си, когато Шеп издъхва. По-късно The Crescendolls намират гигантско дърво и оставят спасителя си в мир. През нощта, групата гледа как духа на Шеп излиза от земята и излита към звездите. Докато пътуват нанякъде, групата спира пред пътен знак, водещ към имението Даркууд. Това е същото място, което се появи на катра, която Стела намери по-рано. Четворката се съгласява да го провери и тръгват натам.
Квартетът накрая достига огромно, подобно на замък имение. Попадат на дневник озаглавен „Veridis Quo“, който обяснява в подробносто точно какви са произходът и плановете на граф дьо Даркууд. Накратко книгата разкрива, че графът ще отприщи невероятна сила, когато събере 5555 Златни Парчета, сила, която ще му позволи да управлява вселената. Самите The Crescendolls бяха наградени със Златно Парче номер 5555. Четиримата са заобиколени от пазачите на графа, които ги завеждат до подземна стая с пропаст. Графът хваща Стела и я блъсва в масивно устройство наредено до неговите Златни Парчета. Останалите членове на групата се освобождават от слугите. В гнева си графът се хвърля към Арпегиус, но не улучва и пада във врящата бездна. Арпегиус спасява Стела от машината и групата избягва от замъка, който се срутва.
След като разбират каква технология е използвал графът върху тях, четиримата се връщат в звукозаписната компания. Октав влиза и намира оригиналния запис на „One More Time“, под който намира дисковете с паметта на приятелите си. Октав се опитва да излезе с дисковете, но е обграден от пазачи. Опитва се да извади нещо от якето си, но един от пазачите използва зашеметително оръжие срещу него. Заради електрическия шок, Октав пада на земята и кожата му се връща към естествения си син цвят за изненада на свидетелите. Намират в ръката на Октав бележка, която открива какво са дисковете.
Строителни екипи под кораба на Шеп, както и полицията, разследват звукозаписната компания. Полицията също така претърсва и всяка част от имението Даркууд. По-късно показват репортаж по новините, описващ операцията да изпратят The Crescendolls вкъщи. Репортажът също обяснява ситуацията и дори показва, че The Crescendolls не са били единствените, на които се е случило това. Октав се събужда и бива поздравен от групата, които са си отново нормални. Докато групата се приготвя да тръгне, хората им махат за довиждане от всички краища на света.
Когато корабът на групата се устремява към нагъването, духът на графа поглъща и напада кораба. Духът на Шеп достига до графа и го побеждва, с което освобождава групата. Те успешно се завръщат в родната си планета и биват посрещнати от жителите ѝ. Групата е отново на сцената и публиката танцува на песента им. Хората на Земята също танцуват на изпълнението, излъчено по телевизията. Извън стадиона е открит героичен паметник на Шеп. Камерата се отдалечава от празненството, от извънземната планета, от звездната система, от голямо звездно струпване, после още и виждаме една въртяща се плоча на албума на Daft Punk Discovery. Спящо малко момченце е заобиколено от фигурки на Crescendolls и Daft Punk. Иглата се маха от плочата и музиката спира.